# Салль, Эзеб-Франсуа
Граф Эзеб-Франсуа Салль или Эусеб-Франсуа де Салль (фр. Eusèbe de Salle; 17 декабря 1796, Монпелье — 1 января 1873, там же) — французский ориенталист, медик, педагог, профессор, доктор медицины.

## Биография
Образование получил в Монпелье, в 1816 году стал доктором медицины.
Сначала работал по специальности — врачом, в 1817 году принялся за изучение восточных языков: персидского, турецкого, индийского и арабского. Окончил Школу восточных языков в Париже (фр. École des langues orientales). Сотрудничал с Амедеем Пишо. В 1821 году вместе с ним посетил Лондон, с целью перевода произведений Байрона. В 1823 году опубликовал под псевдонимом Арсье работу о британских обычаях «Лондонская диорама». Через пять лет вернулся в Париж, женился, и начал писать автобиографический роман «Sakontala à Paris».
Был профессором арабского языка в Марселе. В 1830-х годах был одним из немногих во Франции знатоков арабского языка.

## Избранные труды
- «Traduction et commentaire du traité de Rhazés sur la variole» (1828),
- «Ali le renard ou la Conquête d’Alger» (1832),
- «Mahomet considéré comme homme privé, artiste et politique» (1835),
- «Mazdac, réfomateur socialiste et communiste de la Perse sassanide» (1840),
- «Pérégrinations en Orient ou Voyage pittoresque, historique et politique en Egypte, Nubie, Syrie, Turquie, Grece, pendant les années 1837, 38 et 39» (1840),
- «Nonvelles idées sur les pyramides ou Réfutation des hypothèses de M. F. de Persigny» (1845),
- «Histoire générale des races humaines ou Philosophie ethnographique» (1849; автор выступает здесь защитником единства человеческого рода);
- «Oeuvres choisies, poésies» (1865).